# 2016年良景邨小販衝突事件

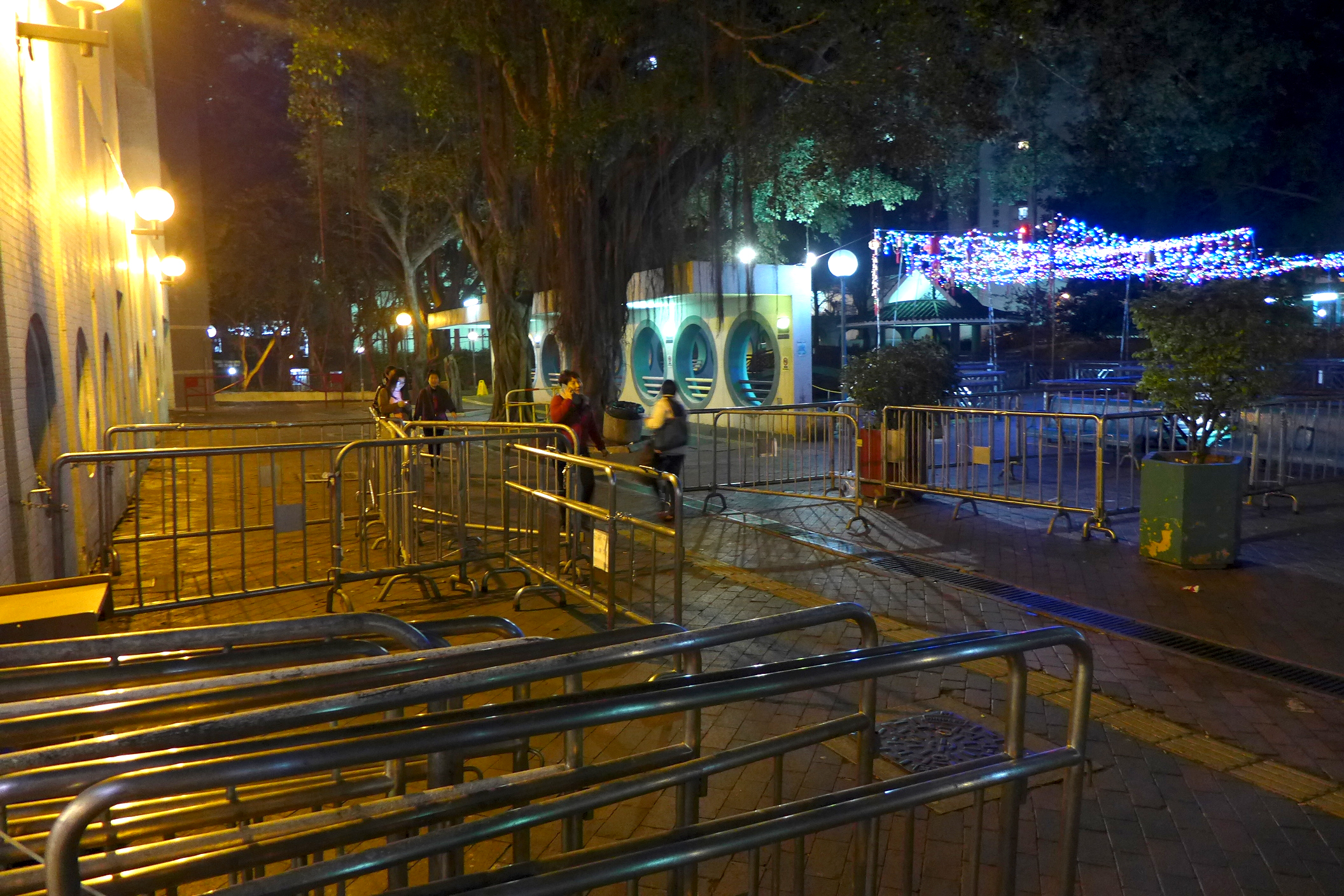
良景商場附近的空地放置大量屬於領展的鐵馬，平日出入路面一度被封

2016年良景邨小販衝突事件，是一場在2016年2月2日起至2月10日農曆新年期間晚上於屯門良景邨夜市小販與「管理員」發生衝突的事件，不少途人無辜被牽連而受傷。事後有居民指出「管理員」及小販中有人與黑幫相關，衝突事件疑涉及黑幫利益。事件疑點重重，引起市民關注。

## 起因
良景邨近良景商場附近的空地，每晚有十多檔流動熟食小販擺賣，吸引不少市民光顧，但亦造成衞生、噪音及安全問題。不過由於良景邨列入租者置其屋計劃，管理並非由房屋署負責。而領展只管理商場範圍，因此問題多年來無法解決，早前領展將良景邨商場及街市交由外判公司「建華（街市）管理有限公司」承包負責管理。
而良景邨的公眾地方原本屬於法團聘請的管理公司「港深聯合物業管理有限公司」的管理範圍，不過唯獨市集外及後方兩個小販經常擺賣的地方，於2015年5月劃予領展街市承包商「建華」負責，並由「建華」義務協助管理。。

## 經過

### 2月2日
2016年2月2日晚上8時許，有10多個熟食小販在良景商場對開空地擺檔期間，疑因越過屋苑界線，突然有10多名屬領展僱用，身穿「管理員」字樣黑色風褸的健碩男子包圍，並用鐵馬圍堵，擬用鐵鏈將鐵馬鎖上，阻止小販離開。其中有數名小販強行用手推車撞向鐵馬，現場十分混亂，有20多名男女互相打鬥，數十人圍觀叫囂。混亂中，一名69歲姓馮居民路過時被2名男子推跌地上及用腳踢傷，面部及腳部受傷。男子迅速離去，傷者送往屯門醫院治理。其後大批警員帶同盾牌及警犬到場，分隔兩批人。經調查後，一名38歲姓陳及一名53歲姓謝男女小販，涉嫌在公眾地方行為不檢被捕。一名33歲姓何的「管理員」涉嫌普通襲擊被捕。

### 2月7日晚上至2月8日凌晨
2016年2月7日晚上9時許，多個熟食小販在良景商場對開空地擺檔期間，突然有10多名「管理員」及戴口罩金毛青年出現，聲稱是管理公司人員，需清洗街道。其後帶同鐵馬將小販包圍，並用鐵馬陣封鎖商場外圍，並堵塞通往多幢樓宇的通道。範圍廣及田景路接近輕鐵路軌。居民回家要被迫繞道而行，而小販亦不滿鼓譟，結果兩者多次與「管理員」發生推撞及對罵。有賣牛雜小販車被推翻，食物瀉滿一地，幸無人受傷。其後有市民報警，警員到場調解後，「管理員」同意開路讓市民返家，事件似得以平息。
到晚上11時許，現場小販與「管理員」又再發生衝突，雙方即開大混戰。有人撿起鐵馬作為武器並投擲，有市民亦加入戰圈，表示支持小販。場面非常混亂，雜物散滿一地，吸引數百市民圍觀。衝突期間有「管理員」被打至眼部受傷流血，但亦有網民拍到多名「管理員」包圍一名男子拳打腳踢數分鐘，並將短片上載至互聯網。事件擾攘近8小時，至凌晨5時人群才陸續散去。

### 2月8日下午至2月9日凌晨
到2月8日下午，輕鐵良景站對出，有人放置大量屬於領展的鐵馬，平日出入路面被封，有市民要「兜大圈」感到鼓譟，叫其他人幫手推倒鐵馬。商場管理處指，輕鐵站附近的鐵馬與他們無關，指可聯絡街市管理處。而街市同樣答覆指鐵馬與他們無關。到傍晚6時半，消防以《走火通道條例》為由，要求商場派保安清走鐵馬，小販重回對開空地擺檔。
到晚上，警員在輕鐵良景站戒備，以防止更多人聚集。而附近小食店如常營業，有不少顧客光顧。8時許，再次發生居民與「管理員」爭執事件，多名自稱「管理員」的人士進行清場及封路，引起小販與居民不滿，雙方爆發衝突混戰。警方到場調停，警犬亦到場協助。衝突中共4人受傷，其中19歲姓李及22歲姓蘇男子被捕。其中19歲被捕青年李家偉，當時是珠海學院一年級學生，為第47屆珠海學院學生會外務副主席及珠海學院學生關注社會組成員，後來在2019年香港區議會選舉中當選屯門區議員。而23歲的「管理員」亦受傷。此外，1名《香港01》記者在混亂間被推倒，流血受傷。
香港記者協會於事後發聲明對事件感到憤怒，並予以強烈譴責，認為是嚴重干預新聞自由。

### 2月9日晚上至2月10日凌晨

2月9日晚，「管理員」於良景市集內拳打腳踢市民

到2月9日晚上近11時，數名熟食小販在近良景街市一處空地擺賣時，有多名戴口罩及身穿印有「管理員」字樣外套的男子出現，要求小販離開，期間，一名男途人試途阻止管理員，警員立即將他帶離現場，期間引起市民不滿，群起指罵「管理員」，雙方更爆發口角。
期間，一名《香港01》記者到場採訪，在跟隨屋邨「管理員」到良景市集時，十多名「管理員」突然圍堵記者，向記者拳打腳踢近一分鐘，記者頭破血流倒地，身體多處出現瘀傷、右眼紅腫，攝影器材亦告損壞。遇襲記者送院求醫。
至2月10日凌晨1時，現場仍有過百人聚集，警員並在輕鐵站戒備，登記出人人士資料，事件合共有4名男子分別頭部及眼部受傷，其中3人須送院治理，1人自行到醫院求醫。
此外，市集對出的花槽，掛起居民寫上「領展用黑管理員，攔路影響居民」的橫額。當中有人認為有人冒認領展管理員的原因在於領展趕絕小商戶，經過這次的衝突，這更會使領展成為下—次的示威對象，令領展旗下的物業隨時發生騷亂。。

### 2月10日晚上

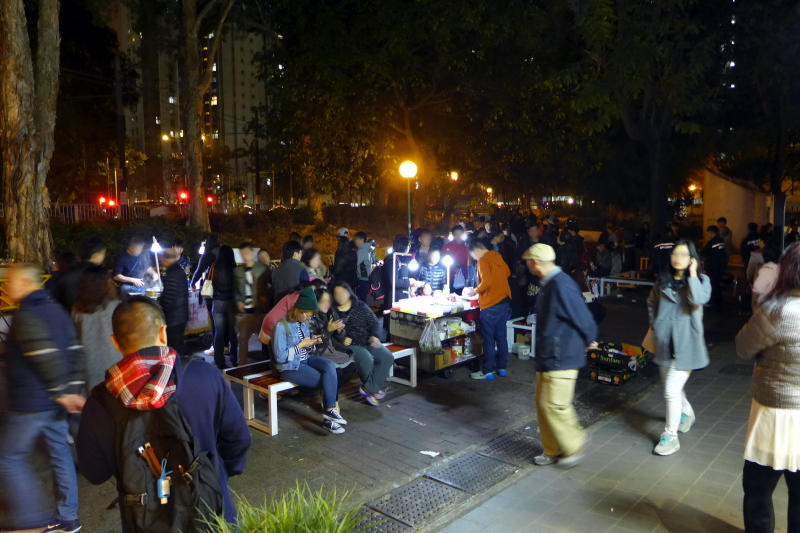
2月10日晚上8時半，熟食小販在良景市集一處空地擺賣

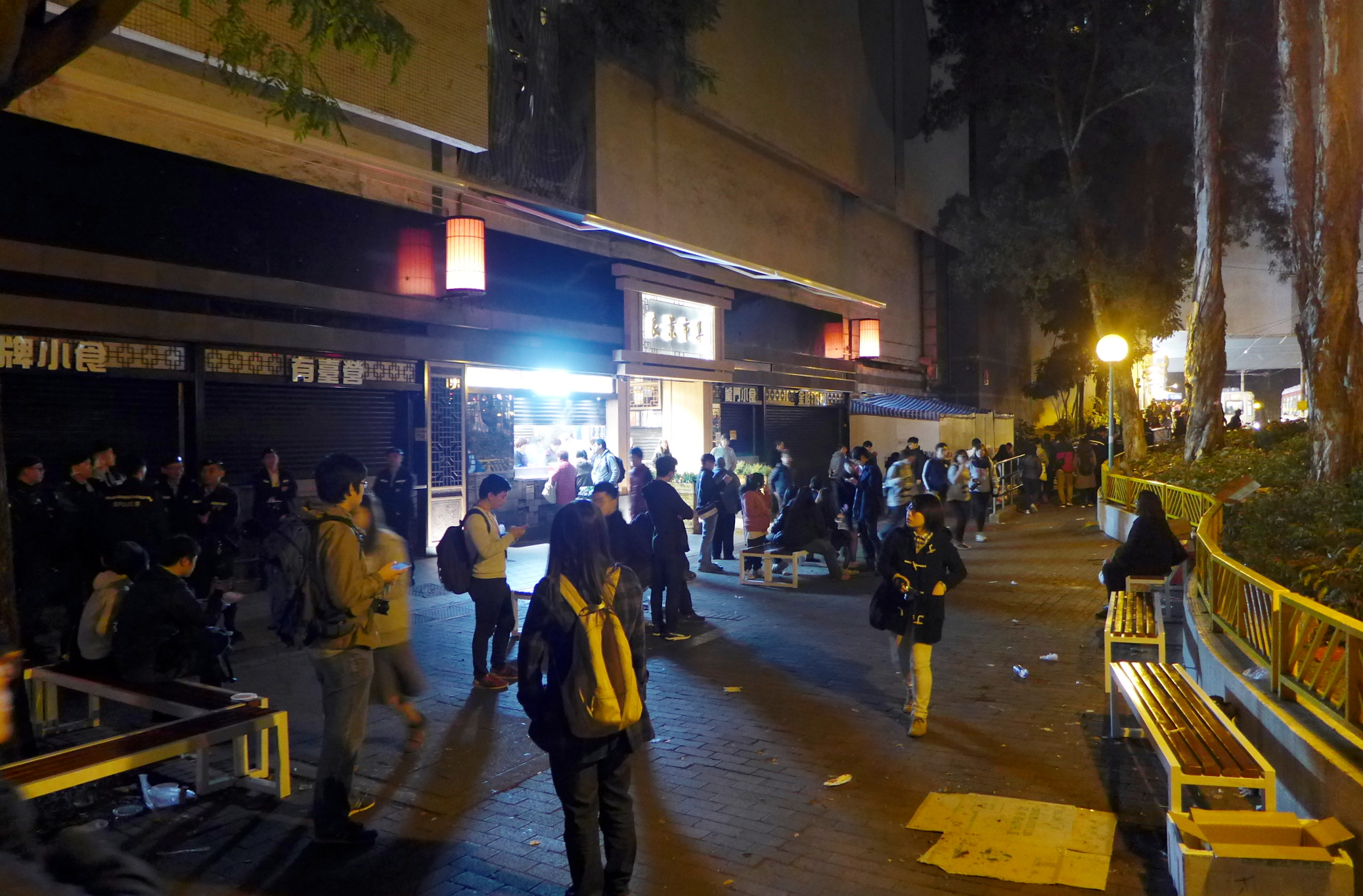
2月10日晚上9時許，所有小販忽然收檔離開

到2月10日晚上，屯門社區網絡號召晚上到良景邨「食魚蛋」，警方派出機動部隊成員嚴陣以待，並要求在場市民出示身分證。不過到晚上9時許，所有小販忽然收檔離開。

## 後續行動

### 管理公司入稟控告良景邨小販
2016年2月17日，良景邨市集承包商建華（街市）管理有限公司入稟高等法院，控告「在良景邨非法佔領或逗留作違法擺賣的人士」，屬民事侵權入稟，但並未列明申索內容。案件排期至2016年3月11日展開臨時禁制令聆訊。到2016年12月30日，被控參與非法集結罪的兩名良景小販，裁定罪名不成立。裁判官在裁決時指「管理員」身分不明，但他們卻是有組織、背後似有人便衣糾察睇場監督，行為仿似流氓，甚至應已構成非法集結。
2016年3月11日，建華（街市）管理有限公司獲批臨時禁制令，唯原本申請禁止被告在整個良景邨範圍內無牌販賣，但法官認為範圍過於廣泛，管理有限公司沒權禁止他人入邨，於是只禁止小販於良景廣場地下對開空地及平台無牌販賣，直至另行通知。

## 質疑
有人質疑這批「管理員」必須領有保安人員許可證（乙類）才可執行保安管理工作，若無牌便是違法。而且保安公司對保安員的儀容有一定要求。但不少「管理員」為金毛青年，並做出推到鐵馬，推撞小販及市民的行為。而警方亦沒有提出檢控。這批「管理員」身份疑點重重。
其後有媒體追查是否由「建華」處理小販問題，唯領展回覆指一直有參與法團會議，討論小販問題。而「建華」並沒有回應，只是書面回覆指出小販問題存在逾廿年，需要正視及防止發生意外。媒體多次聯絡良景邨法團主席，但亦沒有回應。
事件發生一年後，有線新聞引述香港01遇襲記者稱，警方最終以「證據不足」為由無提出檢控。曾任監警會成員的港大法律系首席講師張達明認為該案較其他同類襲擊案容易找到線索，批評有人公然挑戰警權，打人後亦無後果，認為警方欠公眾一個交代。